# Big Game
Big Game es el tercer álbum de estudio de la banda de rock estadounidense White Lion, publicado el 10 de agosto de 1989 por Atlantic Records, logrando la posición # 19 en la lista de éxitos Billboard 200 en los Estados Unidos, la # 28 en Canadá y la # 47 en el Reino Unido.

## Lista de canciones
Todas las canciones escritas por Vito Bratta y Mike Tramp, excepto "Radar Love", escrita por George Kooymans/Barry Hay
1. "Goin' Home Tonight" – 4:57
2. "Dirty Woman" – 3:27
3. "Little Fighter" – 4:23
4. "Broken Home" – 4:59
5. "Baby Be Mine" – 4:10
6. "Living on the Edge" – 5:02
7. "Let's Get Crazy" – 4:52
8. "Don't Say It's Over" – 4:04
9. "If My Mind Is Evil" – 4:56
10. "Radar Love" (cover de Golden Earring) – 5:59
11. "Cry for Freedom" – 6:09

## Listas de éxitos

### Álbum
| Año  | Lista                    | Posición |
| ---- | ------------------------ | -------- |
| 1989 | Billboard 200 de EE. UU. | #19      |
| 1989 | Suecia                   | #13      |
| 1989 | Canadá                   | #28      |
| 1989 | Reino Unido              | #47      |

## Créditos
- Mike Tramp - Voz
- Vito Bratta - Guitarras
- James LoMenzo - Bajo
- Greg D'Angelo - Batería